# Farmington, Michigan
Farmington är en stad i Oakland County i den amerikanska delstaten Michigan med en yta av 6,9 km² och en folkmängd som uppgår till 10 453 invånare (2000). Det är en förort till Detroit och hör till Metro Detroit. Den gränsar till största delen till Farmington Hills utom en liten del i söder som gränsar till Livonia.

## Kända personer från Farmington
- Brent Johnson, ishockeymålvakt
- Megan Keller, ishockeyspelare